# نوکیا لومیا ۹۳۰

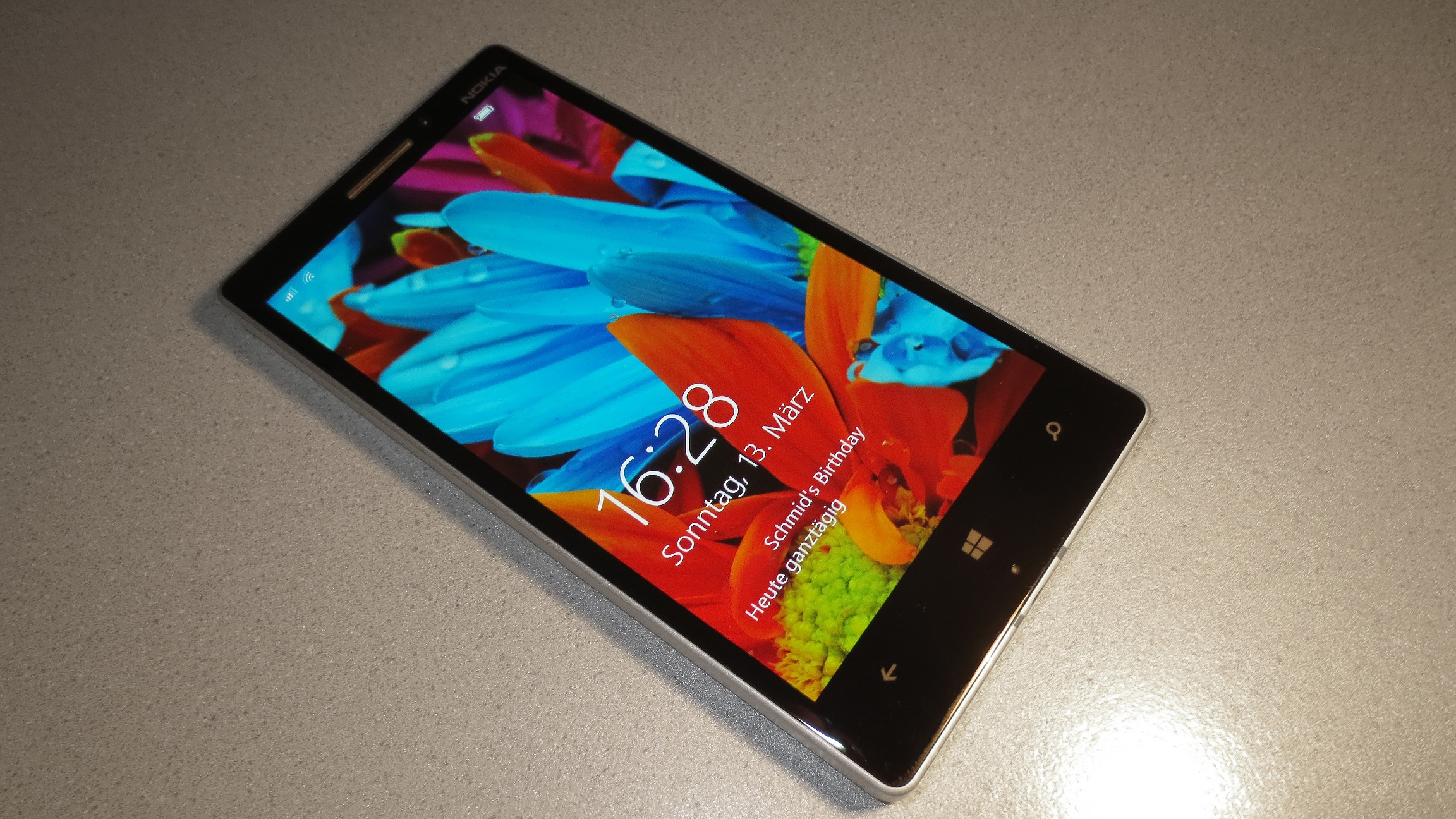
تصویر گوشی نوکیا لومیا ۹۳۰

نوکیا لومیا ۹۳۰ یک تلفن همراه هوشمند ساخت شرکت نوکیا با سیستم عامل ویندوز فون ۸٫۱ می‌باشد. این محصول قرار است که جایگزین سری 92x نوکیا شود. آخرین محصول از سری 92x نوکیا لومیا ۹۲۵ بود که در تاریخ جون ۲۰۱۳ عرضه شد.
1. ↑  Lanxon, Andrew. "Nokia Lumia 930 review: The best Windows Phone device to buy right now". CNET (به انگلیسی). Retrieved 2023-05-09.